# Сосновка (Макаровский район)

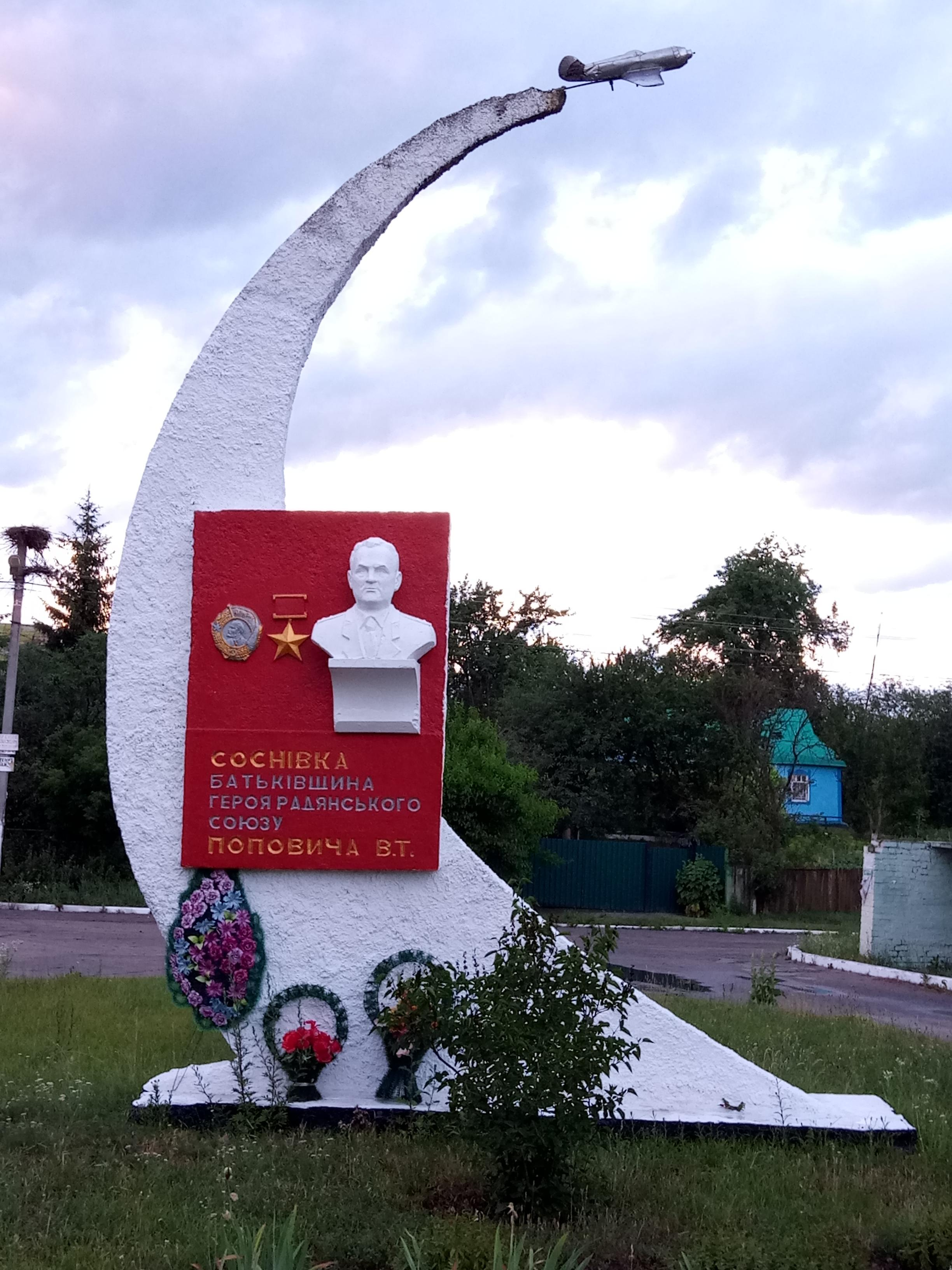
Сосновка (Макаровский район)

Сосно́вка (укр. Соснівка) — село, входит в Макаровский район Киевской области Украины.
Население по переписи 2001 года составляло 672 человека. Почтовый индекс — 08054. Телефонный код — 4578. Занимает площадь 0,3 км². Код КОАТУУ — 3222787701.

## Местный совет
08054, Київська обл., Макарівський р-н, с. Соснівка, вул. Леніна, 40

## Галерея

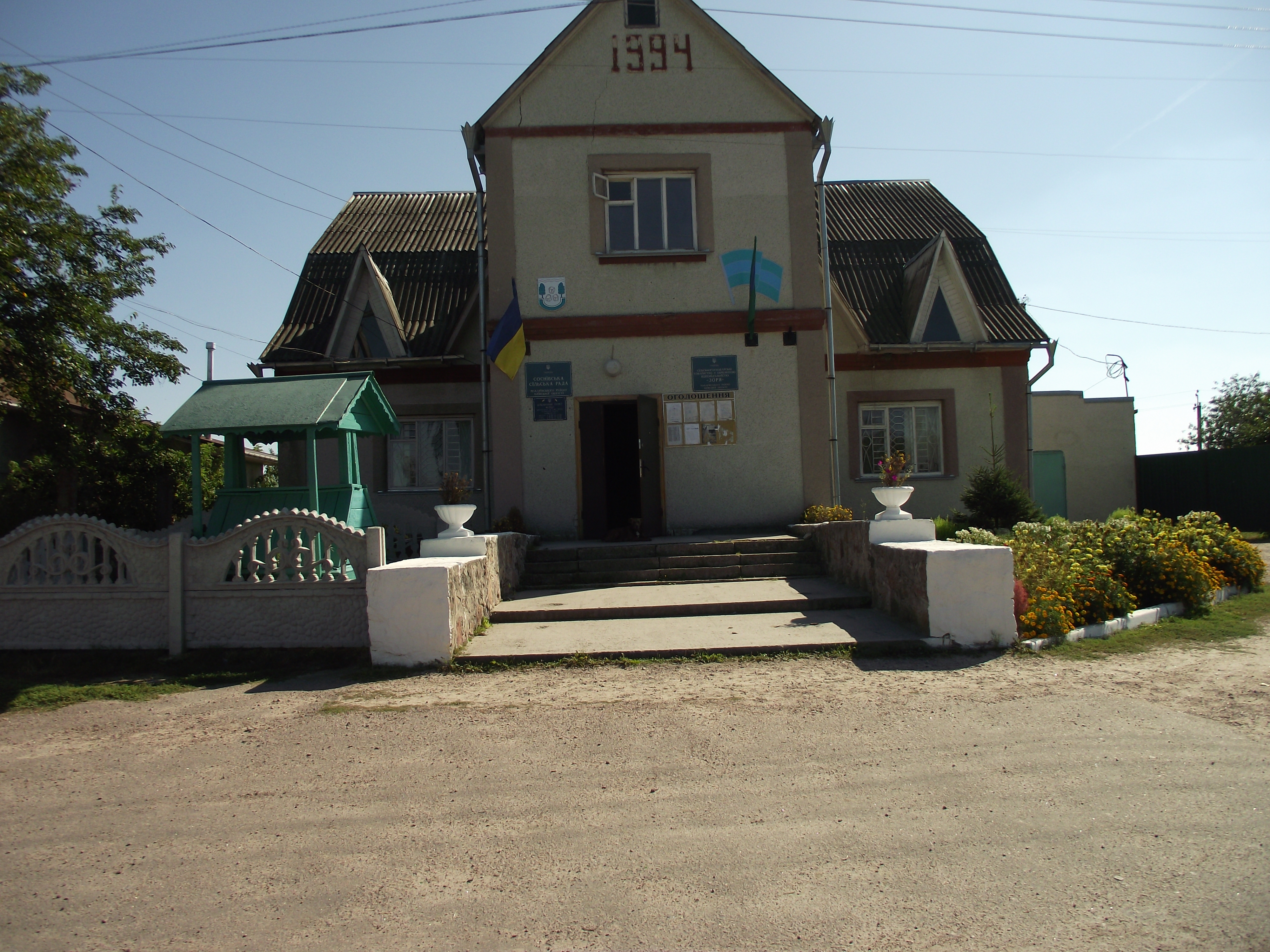
Сельский совет
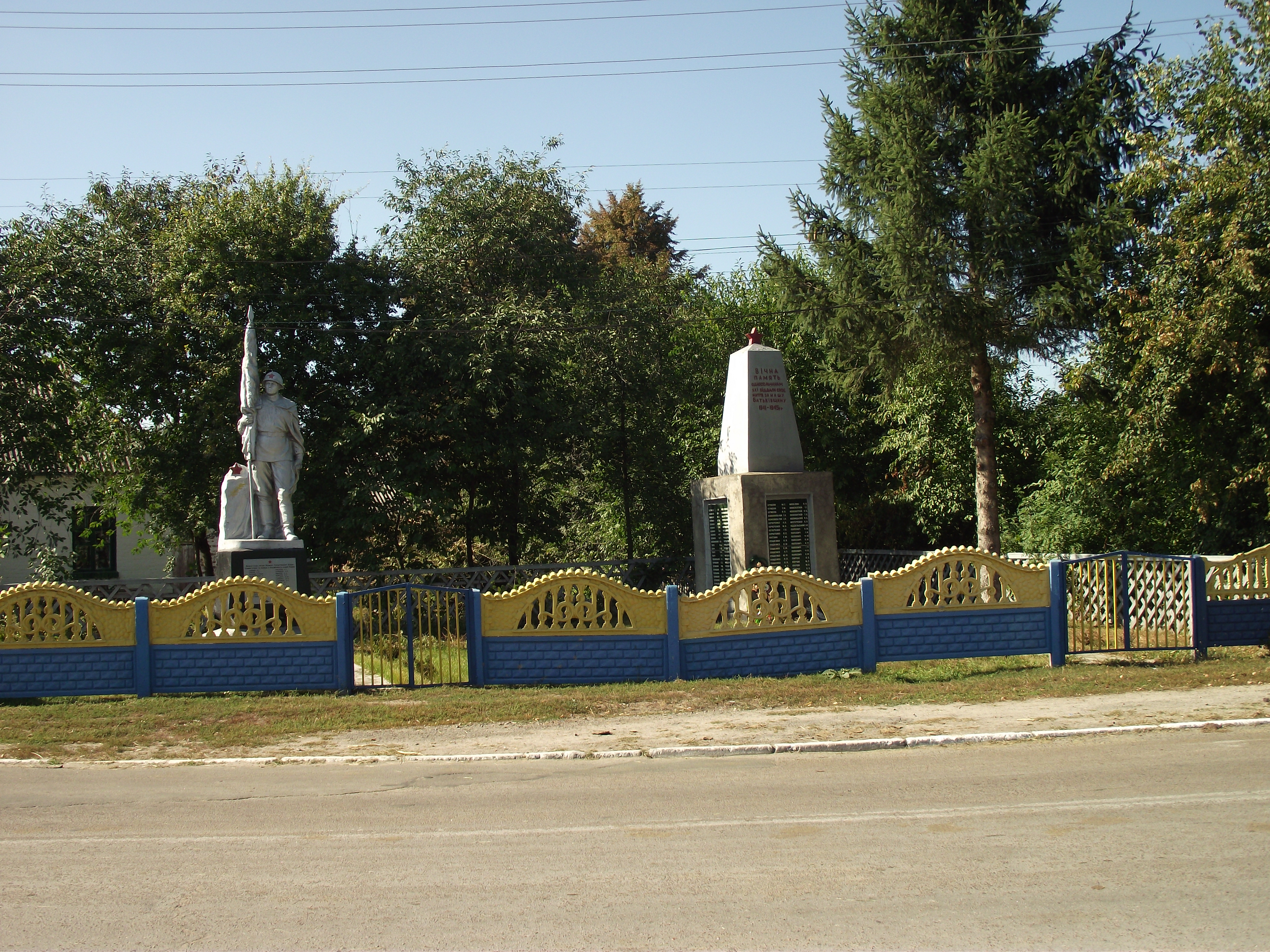
Памятник павшим в Великой Отечественной войне
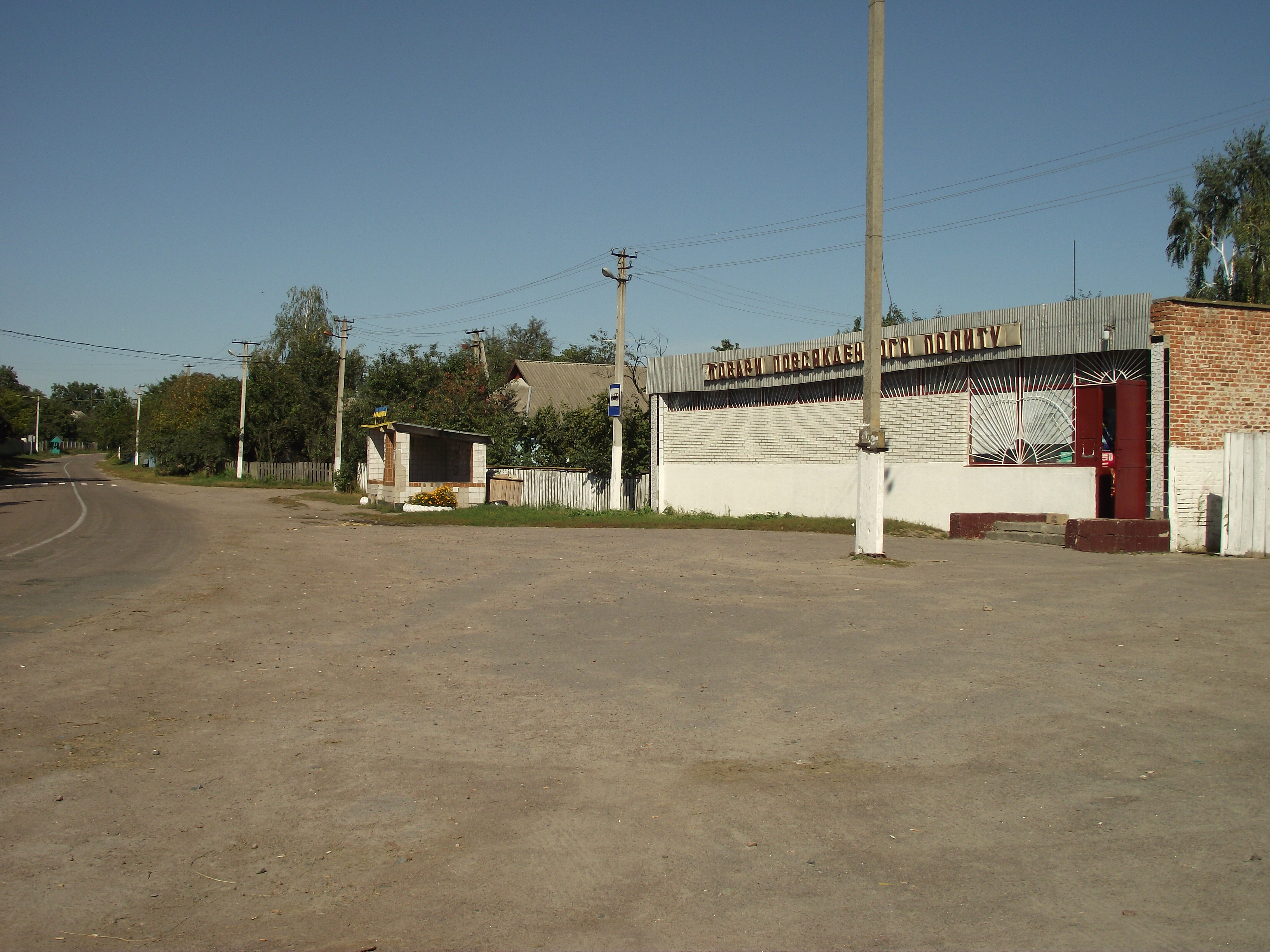
Магазин
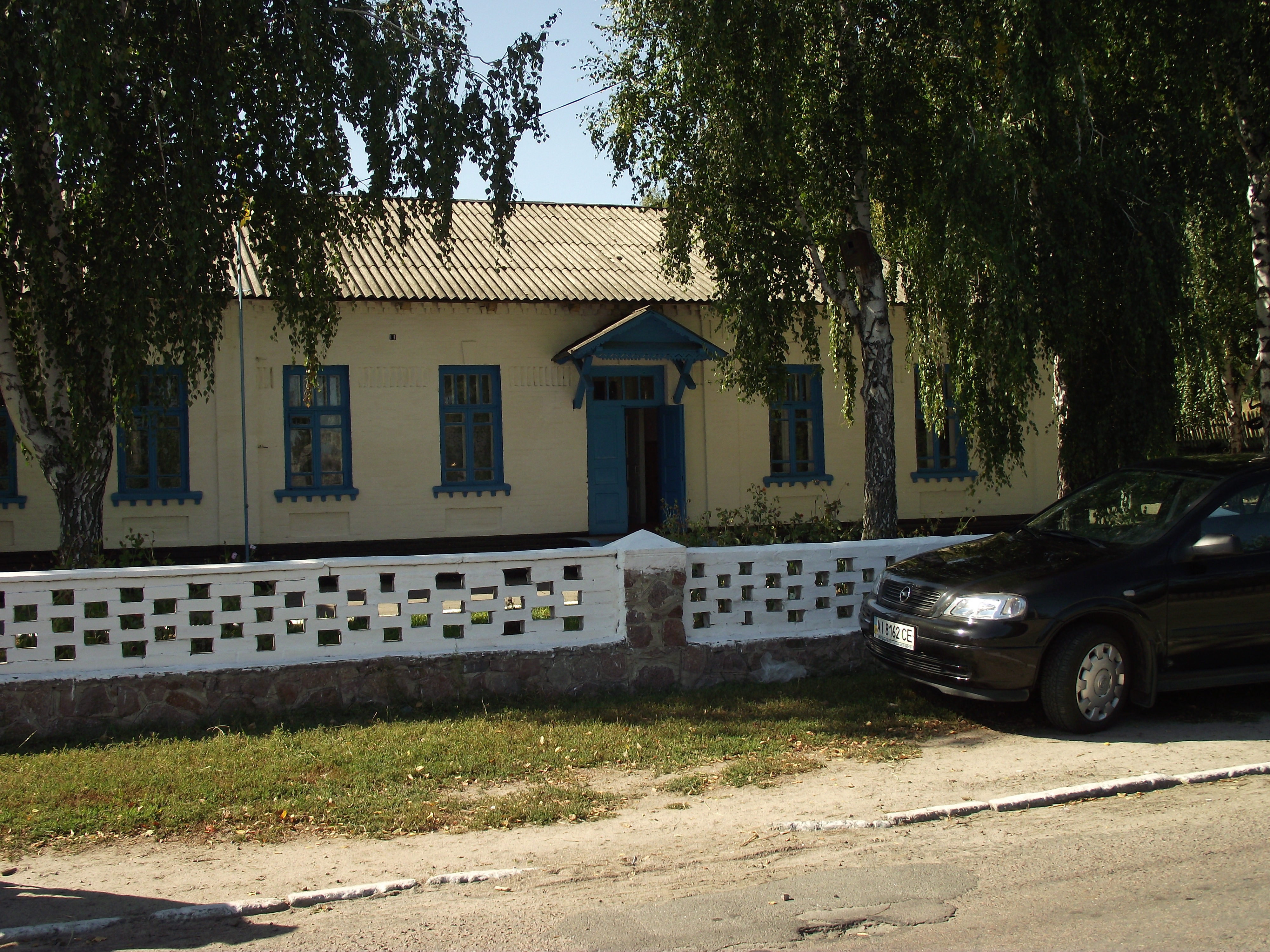
На улице села